# محمد الراشد (بازیکن فوتبال)
محمد الراشد (انگلیسی: Mohammed Al-Rashid؛ زادهٔ ۱۴ ژوئن ۱۹۸۰) یک ورزشکار اهل عربستان سعودی است.
از باشگاه‌هایی که در آن بازی کرده‌است می‌توان به باشگاه فوتبال التعاون عربستان سعودی، باشگاه فوتبال الاتفاق عربستان سعودی، و باشگاه فوتبال الاتحاد، باشگاه فوتبال الاتفاق عربستان سعودی، و باشگاه فوتبال هجر عربستان سعودی اشاره کرد.